# Bursa Büyükşehir Belediye Spor Kulübü
Il Bursa Büyükşehir Belediye Spor Kulübü è una società polisportiva turca, con sede a Bursa.
La polisportiva è attiva nei seguenti sport:
- atletica leggera
- bocce
- canoa
- canoa/kayak
- ciclismo
- ginnastica
- karate
- nuoto
- pallacanestro, con una squadra femminile
- pallanuoto
- pallavolo, con una squadra femminile che ha cessato l'attività nel 2018 e una squadra maschile
- pugilato
- scacchi
- snowboard
- taekwondo
- tennis
- tennistavolo
- tiro a segno
- tiro con l'arco
- vela
- wrestling